# Tilpung
Tilpung (nepalski: तिल्पुंग) – gaun wikas samiti w środkowej części Nepalu w strefie Dźanakpur w dystrykcie Ramechhap. Według nepalskiego spisu powszechnego z 2001 roku liczył on 792 gospodarstw domowych i 4318 mieszkańców (2325 kobiet i 1993 mężczyzn).